# Saint Julien-i háborús emlékmű
A Saint Julieni-i háborús emlékmű (Saint Julien Memorial) egy kanadai első világháborús szobor a belgiumi Saint Juliennél. Az emlékmű azon a csatatéren áll, ahol a németek először támadtak harci gázzal a kanadai csapatokra. Néhány kilométeren belül található a Poelcapelle nemzetközösségi katonai temető és a langemarki német katonai sírkert.

## Története
A csaknem 11 méter magas, egyetlen gránittömbből faragott emlékművet Frederick Chapman Clemesha építész tervezte, aki maga is megsebesült a Kanadai Hadtest katonájaként. Az alkotást 1923. július 8-án leplezték le. Jelen volt az eseményen a szövetséges hatalmak főparancsnoka, a francia Ferdinand Foch. „A kanadaiak súlyos árat fizettek önfeláldozásukért, és a Földnek eme pontja, amelyen a hálának és kegyeletnek ez az emlékműve magasodik, az ő vérükben fürdött. Ők írták meg az első oldalát a dicsőség könyvének, amely a háborúban való kanadai részvétel története.”
Az emlékmű egy karcsú téglatest, tetején egy belőle felsőtestig kifaragott, lefelé néző, stilizált puskáját maga előtt tartó katonával. A szobrot nevezik Merengő katonának (The Brooding Soldier) is. A gránit a Vogézekből származik, a büsztöt Brüsszelben faragták ki. Oldalán a következő felirat olvashatóː „Ez az oszlop jelzi a csatateret, ahol a brit balszárnyon 18 ezer kanadai elszenvedte az első német gáztámadást 1915. április 22-24-én. Kétezren elestek, és itt fekszenek eltemetve”.
2023 óta az első világháború temetői és emlékhelyei részeként a világörökséghez tartozik.